# Coetus
Mit dem Begriff Coetus (lat. Versammlung) werden lose Zusammenkünfte bezeichnet.
In der Kaiserlichen Marine kamen Marineoffiziere zu einem Coetus an die Marineakademie und -schule (Kiel). Bei den deutschbaltischen Corps hielt der Fuchs-Coetus manchmal zeitlebens zusammen. In der Katholischen Kirche spielt der Begriff noch eine große Rolle. An den Gymnasien Siebenbürgens trug der Coetus eine sehr weitgehende Schülermitverantwortung.